# Lista najbogatszych Ukraińców magazynu Forbes
Lista najbogatszych Ukraińców magazynu Forbes – zestawienie Ukraińców z największym zgromadzonym majątkiem, powyżej 1 mld dolarów amerykańskich. Co roku przez amerykański magazyn ekonomiczny Forbes przygotowywana jest lista najbogatszych ludzi świata. Na liście znajdują się osoby z całego świata, których majątek jest szacowany na co najmniej 1 miliard dolarów. Z powodów trudnego do oszacowania majątku osobistego, a w szczególności od rozdzielenia go z majątkiem państwowym, w zestawieniu nie są brane pod uwagę głowy państw oraz członkowie rodzin królewskich.
Majątek pierwszej setki najbogatszych Ukraińców wynosi 67 mld dolarów w roku 2013. Co odpowiada 37,6 proc. PKB. Dla porównania, w Rosji ta relacja wynosi 20,5 proc., w USA – 7,9 proc., a w Chinach – 3,8 proc.
Lista jest publikowana co roku, począwszy od 1987.
Czołówka rankingu z 2013 r.:
| Lp. | Osoba              | Branża         | Główna firma        | Miasto          | Majątek      |
| --- | ------------------ | -------------- | ------------------- | --------------- | ------------ |
| 1.  | Rinat Achmetow     | metalurgia     | SCM Holdings        | Donieck         | 18,3 mld USD |
| 2.  | Hennadij Boholubow | metalurgia     | PrivatBank Group    | Dniepr          | 3,9 mld USD  |
| 3.  | Ihor Kołomojski    | finanse        | PrivatBank Group    | Dniepr          | 3,46 mld USD |
| 4.  | Wiktor Pinczuk     | metalurgia     | Interpipe Group     | Kijów           | 2,98 mld USD |
| 5.  | Wadym Nowinski     | metalurgia     | Smart Holding Group | Kijów           | 2,8 mld USD  |
| 6.  | Wiktor Nusenkis    | metalurgia     | Donetskstal         | Donieck         | 2,5 mld USD  |
| 7.  | Serhij Kurczenko   | energetyka     | Gaz Ukraina         | Charków         | 2,4 mld USD  |
| 8.  | Dmytro Firtasz     | energetyka     | Group DF            | Czerniowce      | 2,3 mld USD  |
| 9.  | Ołeh Bachmatiuk    | przemysł rolny | UkrLandFarming      | Iwano-Frankiwsk | 1,36 mld USD |
| 10. | Ołeksij Martynow   | metalurgia     | Solm Ltd            | Dniepr          | 1,33 mld USD |

Na liście najbogatszych Ukraińców z majątkiem powyżej 1 mld dolarów również znajdują się:
- Jurij Kosiuk – $1.6 (agrokultura)
- Petro Poroszenko – $1.6 (wyroby cukiernicze)
- Kostiantyn Żewaho – $1.5 (górnictwo)
- Serhij Tihipko – $1.2 (finanse)
- Andrij Werewski – $1 (agrokultura)